# ستيوارت ويلر
ستيوارت ويلر (بالإنجليزية: Stuart Weller)‏ هو جيولوجي أمريكي، ولد في ديسمبر 1870 في مين في الولايات المتحدة، وتوفي في 1927.